# Ewokacja (prawo)
Ewokacja – uprawnienie monarchy do przekazania każdej sprawy innemu sądowi. Występowała m.in. we Francji a także Rzeszy Niemieckiej.
- w dawnym prawie niemieckim termin ten oznaczał prawo cesarza do rozstrzygania każdej sprawy sądowej, prowadzonej na terenie jego włości[1].
- w sądownictwie francuskim oznacza prawo do przeprowadzenia postępowania dowodowego przez sąd II instancji, który uchyla wyrok sądu I instancji[1].
- w dawnym prawie polskim - zobacz ewokacja na Wikiźródłach.